# Pattinaggio di velocità agli VIII Giochi olimpici invernali - 1500 m femminile
La competizione dei 1500 m femminili di pattinaggio di velocità agli VIII Giochi olimpici invernali si è svolta il giorno 21 febbraio 1960 sulla pista del  Olympic Skating Rink a Squaw Valley.

## Risultati
| Pos.    | Atleta             | Nazione          | Tempi intermedi | Tempi intermedi | Tempi intermedi | Tempo Finale | Note            |
| Pos.    | Atleta             | Nazione          | 300 m.          | 700 m.          | 1100 m.         | Tempo Finale | Note            |
| ------- | ------------------ | ---------------- | --------------- | --------------- | --------------- | ------------ | --------------- |
| Oro     | Lidija Skoblikova  | Unione Sovietica | 30"             | 1'07"           | 1'45"           | 2'25"2       | Record olimpico |
| Argento | Elwira Seroczyńska | Polonia          | 30"             | 1'07"           | 1'45"           | 2'25"7       |                 |
| Bronzo  | Helena Pilejczyk   | Polonia          | 30"             | 1'07"           | 1'46"           | 2'27"1       |                 |
| 4       | Klara Guseva       | Unione Sovietica | 31"             | 1'08"           | 1'47"           | 2'28"7       |                 |
| 5       | Valentina Stenina  | Unione Sovietica | 30"             | 1'07"           | 1'47"           | 2'29"2       |                 |
| 6       | Iris Sihvonen      | Finlandia        | 30"             | 1'08"           | 1'48"           | 2'29"7       |                 |
| 7       | Christina Lindblom | Svezia           | 32"             | 1'10"           | 1'49"           | 2'31"5       |                 |
| 8       | Helga Haase        | Germania         | 30"             | 1'09"           | 1'50"           | 2'31"7       |                 |
| 9       | Elsa Einarsson     | Svezia           | 30"             | 1'08"           | 1'49"           | 2'32"9       |                 |
| 10      | Fumie Hama         | Giappone         | 31"             | 1'10"           | 1'50"           | 2'33"3       |                 |
| 11      | Jeanne Ashworth    | Stati Uniti      | 31"             | 1'10"           | 1'51"           | 2'33"7       |                 |
| 12      | Yoshiko Takano     | Giappone         | 31"             | 1'12"           | 1'53"           | 2'34"0       |                 |
| 13      | Doreen Ryan        | Canada           | 31"             | 1'11"           | 1'53"           | 2'34"5       |                 |
| 14      | Eevi Huttunen      | Finlandia        | 31"             | 1'10"           | 1'53"           | 2'35"1       |                 |
| 15      | Jeanne Omelenchuk  | Stati Uniti      | 30"             | 1'10"           | 1'52"           | 2'36"4       |                 |
| 16      | Inge Görmer        | Germania         | 33"             | 1'11"           | 1'53"           | 2'36"5       |                 |
| 17      | Françoise Lucas    | Francia          | 32"             | 1'11"           | 1'52"           | 2'36"6       |                 |
| 18      | Barbara Lockhart   | Stati Uniti      | 31"             | 1'09"           | 1'51"           | 2'37"0       |                 |
| 19      | Hatsue Nagakubo    | Giappone         | 30"             | 1'07"           | 1'47"           | 2'43"7       |                 |
| 20      | Peggy Robb         | Canada           | 32"             | 1'15"           | 2'01"           | 2'48"6       |                 |
| 21      | Kim Gyeong-Hoe     | Corea del Sud    | 34"             | 1'15"           | 2'01"           | 2'48"6       |                 |
| 22      | Gisela Toews       | Germania         | 33"             | 1'14"           | 1'58"           | 2'51"1       |                 |
| 23      | Han Hye-Ja         | Corea del Sud    | 34"             | 1'17"           | 2'04"           | 2'55"6       |                 |